# Visconde do Olival
Visconde do Olival é um título nobiliárquico criado por D. Manuel II de Portugal, por Decreto de 30 de Dezembro de 1908, em favor de Eugénio de Campos de Castro de Azevedo Soares.
Titulares
1. Eugénio de Campos de Castro de Azevedo Soares, 1.º Visconde do Olival.